# 암 치료에 대한 숙주 반응
암 치료에 대한 숙주 반응(영어: Host response to cancer therapy)은 특정 암 치료에 대한 신체의 숙주세포라고도 하는 비약성 세포의 생리적 반응으로 정의된다. 반응은 치료에 특유하며 암의 종류나 단계와는 무관하게 일어난다.

## 배경
화학요법, 표적약물, 방사선 및 수술같은 암 치료 방식은 치료대상에서 전신적 및 국소적 효과를 일으킨다. 이들에는 순환 사이토카인, 케모카인, 성장인자, 효소의 급격한 상승과 골수유래 세포의 급성이동 및 종양호밍이 포함된다. 이러한 치료에 의한 효과는 종양의 증식과 확대를 촉진해, 치료의 유익한 효과를 부정할 가능성이 있다. 이처럼 암 치료에 대한 숙주의 반응은 숙주세포에 대한 부작용으로 인해 치료의 바람직한 효과가 떨어지는 역설적인 상황을 낳는다. 이 두 상반된 활동의 균형이 치료의 전체적인 효과와 결과를 결정한다.

## 암에 대한 다양한 치료 방식에 대한 숙주 반응

### 화학 요법에 대한 숙주 반응
알킬화제, 미소관 저해제, 대사 억제제 및 항생제를 포함한 화학요법은 여러 암의 주요 전신 치료법이다. 이들 약제는 세포를 급속도로 분열시켜 종양세포를 표적으로 삼아 죽음을 유발하지만 동시에 건강한 조직을 손상시킨다. 그 결과 비악성 숙주세포는 창상 치유 및 염증 메커니즘을 활성화하고 화학요법으로 인한 손상을 복구한다. 이들의 복구 메커니즘은 혈관 신생이나 전이와 같은 진행을 촉진하는 종양을 악화시킬 가능성이 있다. 마우스 종양 모델에서 다른 화학요법 타입은 혈관 신생을 촉진하는 종양 부위를 홈으로 하는 순환내피 전구세포의 신속한 이동을 유도한다. 또한 골수계 전구체나 대식세포 등 각종 면역세포형이 화학요법의존적으로 종양 부위에 포착돼 전이를 촉진하는 효과가 있다.

### 항혈관 신생약에 대한 숙주 반응
항혈관 신생약(또는 혈관신생 저해제)은 종양의 생존에 필요한 혈관을 표적으로 한다. 이 전략의 이론적 근거는 종양의 산소와 영양소를 아사시켜서 종양의 성장을 제한하는 것이다. 그러나 이후의 종양 저산소증은 혈관 신생을 유지하는 다양한 보상 메커니즘을 활성화하고 항혈관 신생약에 대한 저항성을 가져온다. 이러한 보상 메카니즘의 상당수는 숙주 세포를 포함한다. 예를 들어 혈관파괴제로(특히 종양 관련 혈관을 표적으로 한다.) 종양이 있는 쥐를 치료하는 것은 순환내피 전구세포의 급성 동원을 일으키고 거기서 종양 마진을 형성하여 혈관재생을 촉진한다. 또한 골수유래 억제세포, 종양관련 대식세포, TIE2 발현 단구 등 각종 혈관 신생전 골수유래 세포가 치료 저항성에 기여한다. 마우스 종양 모델에서 항혈관 신생요법은 종양을 촉진하는 사이토카인 및 종양의 침습적 및 전이적 잠재력을 증대시키는 성장인자의 상승을 일으킨다.

### 수술에 대한 숙주반응
종양의 외과적 절제는 암의 주요 치료법 중 하나로 특히 조기질환 환자에 대해 치료를 할 수 있다. 그러나 종양 절제는 부분적으로 숙주 매개 프로세스를 통해 종양 성장을 위한 허용 환경을 생성하는 증거가 있다. 창상 치유 프로세스의 일부로서 외과적 조직 외상은 일련의 염증 프로세스에 신속히 이어진다. 이 과정에서 방출되는 성장인자, 사이토카인, 세포 외 매트릭스 수식효소 및 면역세포의 대부분은 잔존종양세포의 증식, 혈관신생 및 전이를 촉진할 수도 있다. 예를 들어 마우스 복부 영역의 외과적 절개 후 폐는 더 전이되기 쉽다. 이 효과는 저산소 수술부위에서 생산되는 세포외 매트릭스 개조효소인 리딜산화효소(LOX)의 발현과 활성 증가로 나타난다. 임상상황에서 순환내피 전구세포, 골수유래 세포 및 혈관신생 및 종양 진행에서 이미 알고 있는 역할을 갖는 순환인자의 상승이 최소한의 수술과 비교하여 보고되었다.

## 임상적 의미
환자의 암 치료에 대한 숙주반응을 특징짓는 것은 특히 개인의료(정밀의료라고도 불린다) 및 바이오 마커 발견 분야에서 임상적 의미를 갖는다. 기존의 암치료와 치료유발인자를 선택적으로 차단하는 약제를 조합함으로써 치료효율이 향상된다는 것이 실험적인 연구에서 나타나고 있다.

## 참고 문헌
1. 1 2 3 4  Shaked, Yuval (2016년 4월 26일). “Balancing efficacy of and host immune responses to cancer therapy: the yin and yang effects”. 《Nature Reviews Clinical Oncology》 13 (10): 611–626. doi:10.1038/nrclinonc.2016.57. PMID 27118493.
2. 1 2  Daenen, L G M; Houthuijzen, J M; Cirkel, G A; Roodhart, J M L; Shaked, Y; Voest, E E (2013년 3월 25일). “Treatment-induced host-mediated mechanisms reducing the efficacy of antitumor therapies”. 《Oncogene》 33 (11): 1341–1347. doi:10.1038/onc.2013.94. PMID 23524584.
3. ↑  Ebos, J. M. L. (2015년 7월 30일). “Prodding the Beast: Assessing the Impact of Treatment-Induced Metastasis”. 《Cancer Research》 75 (17): 3427–3435. doi:10.1158/0008-5472.CAN-15-0308. PMID 26229121.
4. ↑  Katz, Ofrat Beyar; Shaked, Yuval (March 2015). “Host effects contributing to cancer therapy resistance”. 《Drug Resistance Updates》 19: 33–42. doi:10.1016/j.drup.2014.12.002. PMID 25575621.
5. ↑  Voloshin, Tali; Voest, Emile E.; Shaked, Yuval (July 2013). “The host immunological response to cancer therapy: An emerging concept in tumor biology”. 《Experimental Cell Research》 319 (11): 1687–1695. doi:10.1016/j.yexcr.2013.03.007. PMID 23518388.
6. ↑  Karagiannis, G. S.; Condeelis, J. S.; Oktay, M. H. (2018). “Chemotherapy-induced metastasis: mechanisms and translational opportunities”. 《Clinical & Experimental Metastasis》 (영어) 35 (4): 269–284. doi:10.1007/s10585-017-9870-x. ISSN 0262-0898. PMC 6035114. PMID 29307118.
7. ↑  Shaked, Y; Henke, E; Roodhart, J. M.L.; Mancuso, P; Langenberg, M. H.G.; Colleoni, M; Daenen, L. G.; Man, S; Xu, P (2008). “Rapid Chemotherapy-Induced Acute Endothelial Progenitor Cell Mobilization: Implications for Antiangiogenic Drugs as Chemosensitizing Agents”. 《Cancer Cell》 (영어) 14 (3): 263–273. doi:10.1016/j.ccr.2008.08.001. PMC 2565587. PMID 18772115.
8. ↑  Chang, Y. S; Jalgaonkar, S. P.; Middleton, J. D.; Hai, T (2017). “Stress-inducible gene Atf3 in the noncancer host cells contributes to chemotherapy-exacerbated breast cancer metastasis”. 《Proceedings of the National Academy of Sciences》 (영어) 114 (34): E7159–E7168. doi:10.1073/pnas.1700455114. ISSN 0027-8424. PMC 5576783. PMID 28784776.
9. ↑  Gingis-Velitski, S.; Loven, D.; Benayoun, L.; Munster, M.; Bril, R.; Voloshin, T.; Alishekevitz, D.; Bertolini, F.; Shaked, Y. (2011). “Host Response to Short-term, Single-Agent Chemotherapy Induces Matrix Metalloproteinase-9 Expression and Accelerates Metastasis in Mice”. 《Cancer Research》 (영어) 71 (22): 6986–6996. doi:10.1158/0008-5472.CAN-11-0629. ISSN 0008-5472. PMID 21978934.
10. ↑  Karagiannis, G. S.; Pastoriza, J. M.; Wang, Y; Harney, A. S.; Entenberg, D; Pignatelli, J; Sharma, V. P.; Xue, E. A.; Cheng, E (2017). “Neoadjuvant chemotherapy induces breast cancer metastasis through a TMEM-mediated mechanism”. 《Science Translational Medicine》 (영어) 9 (397): eaan0026. doi:10.1126/scitranslmed.aan0026. ISSN 1946-6234. PMC 5592784. PMID 28679654.
11. ↑  Ebos, J. M. L.; Kerbel, R. S. (2011). “Antiangiogenic therapy: impact on invasion, disease progression and metastasis”. 《Nature Reviews Clinical Oncology》 (영어) 8 (4): 210–221. doi:10.1038/nrclinonc.2011.21. ISSN 1759-4774. PMC 4540336. PMID 21364524.
12. ↑  Ebos, J. M. L.; Lee, C. R.; Kerbel, R. S. (2009). “Tumor and Host-Mediated Pathways of Resistance and Disease Progression in Response to Antiangiogenic Therapy”. 《Clinical Cancer Research》 (영어) 15 (16): 5020–5025. doi:10.1158/1078-0432.CCR-09-0095. ISSN 1078-0432. PMC 2743513. PMID 19671869.
13. ↑  Shaked, Y. (2006년 9월 22일). “Therapy-Induced Acute Recruitment of Circulating Endothelial Progenitor Cells to Tumors”. 《Science》 313 (5794): 1785–1787. Bibcode:2006Sci...313.1785S. doi:10.1126/science.1127592. PMID 16990548.
14. ↑  Shojaei, Farbod; Wu, Xiumin; Malik, Ajay K; Zhong, Cuiling; Baldwin, Megan E; Schanz, Stefanie; Fuh, Germaine; Gerber, Hans-Peter; Ferrara, Napoleone (2007년 7월 29일). “Tumor refractoriness to anti-VEGF treatment is mediated by CD11b+Gr1+ myeloid cells”. 《Nature Biotechnology》 25 (8): 911–920. doi:10.1038/nbt1323. PMID 17664940.
15. ↑  Shojaei, F.; Wu, X.; Qu, X.; Kowanetz, M.; Yu, L.; Tan, M.; Meng, Y. G.; Ferrara, N. (2009년 4월 3일). “G-CSF-initiated myeloid cell mobilization and angiogenesis mediate tumor refractoriness to anti-VEGF therapy in mouse models”. 《Proceedings of the National Academy of Sciences》 106 (16): 6742–6747. Bibcode:2009PNAS..106.6742S. doi:10.1073/pnas.0902280106. PMC 2665197. PMID 19346489.
16. ↑  Zhang, W.; Zhu, X.-D.; Sun, H.-C.; Xiong, Y.-Q.; Zhuang, P.-Y.; Xu, H.-X.; Kong, L.-Q.; Wang, L.; Wu, W.-Z. (2010년 6월 22일). “Depletion of Tumor-Associated Macrophages Enhances the Effect of Sorafenib in Metastatic Liver Cancer Models by Antimetastatic and Antiangiogenic Effects”. 《Clinical Cancer Research》 16 (13): 3420–3430. doi:10.1158/1078-0432.CCR-09-2904. PMID 20570927.
17. ↑  Ebos, J.M.L.; Lee, C. R.; Cruz-Munoz, W; Bjarnason, G. A.; Christensen, J. G.; Kerbel, R. S. (2009). “Accelerated Metastasis after Short-Term Treatment with a Potent Inhibitor of Tumor Angiogenesis”. 《Cancer Cell》 (영어) 15 (3): 232–239. doi:10.1016/j.ccr.2009.01.021. PMC 4540346. PMID 19249681.
18. ↑  Pàez-Ribes, M; Allen, E; Hudock, J; Takeda, T; Okuyama, H; Viñals, F; Inoue, M; Bergers, G; Hanahan, D (2009). “Antiangiogenic Therapy Elicits Malignant Progression of Tumors to Increased Local Invasion and Distant Metastasis”. 《Cancer Cell》 (영어) 15 (3): 220–231. doi:10.1016/j.ccr.2009.01.027. PMC 2874829. PMID 19249680.
19. ↑  Ebos, J. M. L.; Lee, C. R.; Christensen, J. G.; Mutsaers, A. J.; Kerbel, R. S. (2007). “Multiple circulating proangiogenic factors induced by sunitinib malate are tumor-independent and correlate with antitumor efficacy”. 《Proceedings of the National Academy of Sciences》 (영어) 104 (43): 17069–17074. Bibcode:2007PNAS..10417069E. doi:10.1073/pnas.0708148104. ISSN 0027-8424. PMC 2040401. PMID 17942672.
20. ↑  Ceelen, W; Pattyn, P; Mareel, M (2014). “Surgery, wound healing, and metastasis: Recent insights and clinical implications”. 《Critical Reviews in Oncology/Hematology》 (영어) 89 (1): 16–26. doi:10.1016/j.critrevonc.2013.07.008. PMID 23958676.
21. ↑  Rachman-Tzemah, C; Zaffryar-Eilot, S; Grossman, M; Ribero, D; Timaner, M; Mäki, J. M.; Myllyharju, J; Bertolini, F; Hershkovitz, D (2017). “Blocking Surgically Induced Lysyl Oxidase Activity Reduces the Risk of Lung Metastases”. 《Cell Reports》 (영어) 19 (4): 774–784. doi:10.1016/j.celrep.2017.04.005. PMC 5413586. PMID 28445728.
22. ↑  Bono, Anna; Bianchi, Paolo; Locatelli, Andrea; Calleri, Angelica; Quarna, Jessica; Antoniott, Pierluigi; Rabascio, Cristina; Mancuso, Patrizia; Andreoni, Bruno (2014년 10월 27일). “Angiogenic cells, macroparticles and RNA transcripts in laparoscopic vs open surgery for colorectal cancer”. 《Cancer Biology & Therapy》 10 (7): 682–685. doi:10.4161/cbt.10.7.12898. PMID 20676027.
23. ↑  Curigliano, G.; Petit, J. Y.; Bertolini, F.; Colleoni, M.; Peruzzotti, G.; de Braud, F.; Gandini, S.; Giraldo, A.; Martella, S. (2005). “Systemic Effects of Surgery: Quantitative Analysis of Circulating Basic Fibroblast Growth Factor (bFGF), Vascular Endothelial Growth Factor (VEGF) and Transforming Growth Factor Beta (TGF-β) in Patients with Breast Cancer Who Underwent Limited or Extended Surgery”. 《Breast Cancer Research and Treatment》 (영어) 93 (1): 35–40. doi:10.1007/s10549-005-3381-1. ISSN 0167-6806. PMID 16184456.
24. ↑  Langenberg, Marlies H.G.; Nijkamp, Maarten W.; Roodhart, Jeanine M.L.; Snoeren, Nikol; Tang, Terence; Shaked, Yuval; Hillegersberg, Richard van; Witteveen, Petronella O.; Vermaat, Joost S.P. (2014년 10월 27일). “Liver surgery induces an immediate mobilization of progenitor cells in liver cancer patients: A potential role for G-CSF”. 《Cancer Biology & Therapy》 9 (9): 743–748. doi:10.4161/cbt.9.9.11551. PMID 20215863.